# Ban de Benoic
Ban ou  Ban, Rei de Benoic é uma personagem lendária das histórias do Ciclo Arturiano da literatura medieval. É o pai do cavaleiro Lancelote.
Ban aparece pela primeira vez no Ciclo do Lancelote-Graal como soberano do reino de Benoic, localizado na região ocidental da França. Sua mulher, e mãe de Lancelote, é Helena de Benoic (Elaine). Claudas de Berry, inimigo de Ban, o vence e mata. Depois disso o jovem Lancelote, ainda criança, é levado pela Dama do Lago, que o cria.
N'A Morte de Artur de Thomas Malory (1485), Ban é um aliado do rei Artur, e Lancelote é senhor de Benoic (Benwick). Malory associa Benoic a uma cidade, provavelmente Baiona, na França.
Rei Ban, foi também a inspiração para o personagem "Ban, o Bandido", do mangá/anime Nanatsu no Taizai (Sete Pecados Capitais).